# Jean Defraigne
Jean Pierre Marie Olivier Germain Defraigne (Roosendaal en Nispen, 19 aprile 1929 – 15 marzo 2016) è stato un politico belga e militante vallone, membro del Partito Riformatore Liberale.
È stato due volte Presidente della Camera dei rappresentanti: dal 20 maggio 1980 al 24 ottobre 1980 e dal 18 dicembre 1981 al 10 maggio 1988.

## Biografia
Dopo aver frequentato la scuola, ha studiato giurisprudenza all'Università di Liegi e dopo aver conseguito la laurea in giurisprudenza come avvocato è diventato un giudice laico di Liegi.
Nel 1965 fu eletto candidato del PRL per la prima volta come membro della Camera dei rappresentanti e ne fece parte fino al 1974. Durante questo periodo è stato dal gennaio 1973 al aprile 1974 membro del governo del primo ministro Edmond Leburton, Segretario di Stato per l'economia regionale presso il Ministro degli affari economici Willy Claes.
Dopo aver lasciato la Camera dei rappresentanti, dal 1974 al 1977 è stato membro del Senato. Nell'aprile 1974, il primo ministro Leo Tindemans lo nominò ministro dei lavori pubblici. Ha ricoperto questo ufficio ministeriale fino al 1976.
Nel 1977, Defraigne fu nuovamente eletto membro della Camera dei rappresentanti e vi rimase fino al 1989. Tra il 20 maggio 1980 e il 24 ottobre 1980 è stato presidente della Camera dei rappresentanti. Ha ricoperto nuovamente questo ufficio dal 18 dicembre 1981 al 19 gennaio 1988.
Per i suoi meriti politici, è stato insignito del titolo onorifico di Ministro di Stato il 2 dicembre 1983. Nel 1989 è stato eletto membro della 3ª legislatura del Parlamento europeo, a cui ha appartenuto fino al 1994.

## Morte
Jean Defraigne è morto nel 2016 all'età di 86 anni.

## Vita privata
È il padre di Christine Defraigne, anch'essa politica ed ex presidente del Senato che gli ha succeduto in politica.